# Tarrantiner-Krieg
Der Tarrantiner-Krieg (1607–1615) war ein militärischer Konkurrenzkampf im Pelzhandel Nordamerikas zwischen der Mi’kmaq (Lnu’k)-Konföderation (damals meist Tarrantiner genannt) und den verbündeten Maliseet (Wolastoqiyik) und Passamaquoddy (Peskotomuhkatiyik) auf der einen Seite sowie einer Allianz aus den Penobscot (Panawahpskek), der Penacook (Pawtucket)-Konföderation sowie der dominierenden Kennebec (Kinipekw/Norridgewock)-Konföderation unter ihrem Ober-Sagamore Bashabes auf der anderen Seite. Rivalität zwischen den Stämmen, die im heutigen Maine (USA) und den angrenzenden kanadischen Provinzen lebten, hinsichtlich der Vorherrschaft im Pelzhandel mit den Franzosen in Port Royal bestand schon seit längerer Zeit.
Im Jahre 1604 errichteten Pierre Dugua de Mons und Samuel de Champlain das Fort St. John an der Mündung des St. Croix Rivers und begründeten damit den ständigen Pelzhandel mit den Penobscot und den Maliseet. Die Franzosen hatten einen schlechten Standort für ihren ersten Handelsposten gewählt und nach einem Jahr voller Überflutungen, Kälte und Hunger verlegten sie den Posten nach Port Royal jenseits der Fundybucht in Neuschottland. Obwohl dieses Land den Mi’kmaq gehörte, konnten die Franzosen den Pelzhandel mit den Östlichen Abenaki fortsetzen. Die Penobscot kamen durch die europäischen Güter und insbesondere Waffen, die sie im Tauschhandel gegen Pelze erhielten, zu einer Vormachtstellung gegenüber den anderen Abenaki-Stämmen im Süden und Westen. Unter der Führung ihres Sagamores Bashabes bildeten die Penobscot mit benachbarten Konföderationen eine machtvolle Koalition und bedrohten ihre traditionellen Feinde, die Mi’kmaq, auf der anderen Seite der Bucht. Die Feindschaft bestand schon seit langer Zeit, wurde aber durch den Pelzhandel mit den Franzosen verschärft.
Um 1607 eskalierte diese Feindschaft zum Tarrantiner-Krieg, der mit Unterbrechungen insgesamt acht Jahre dauerte. Unterdessen setzten die Franzosen, die über den Konflikt ihrer Handelspartner nicht erfreut waren, den lukrativen Pelzhandel mit beiden Seiten fort. Missionare der Jesuiten kamen 1610 nach Port Royal und begannen unverzüglich mit ihrer Missionsarbeit bei den benachbarten Mi’kmaq. Ungeachtet des Krieges bauten die französischen Priester 1613 eine Missionsstation mit Handelsstation für die Penobscot in der Nähe des heutigen Ortes Bar Harbor in Maine. Diese bestand nur kurz, denn sie wurde noch im gleichen Jahr von Engländern aus Jamestown in Virginia zerstört. 1615 gewannen die Mi’kmaq den Krieg, nachdem sie Bashabes bei einem Überfall auf Mawooshen getötet hatten. In den folgenden beiden Jahren zogen die siegreichen Mi’kmaq die Küste hinab bis nach Massachusetts und hinterließen Tod und Zerstörung. Hier trafen sie jedoch auf einen gefährlicheren Gegner – europäische Krankheiten, die ihnen bis nach Hause folgten. Zwischen 1616 und 1619 wurden sie von drei schlimmen Epidemien heimgesucht, die sich über ganz Neuengland und die maritimen Provinzen Kanadas ausbreiteten und denen 75 Prozent der gesamten indianischen Bevölkerung zum Opfer fielen.

## Folgen des Krieges
Der Sieg der Mi’kmaq und das Erstarken der Irokesen-Liga (Haudenosaunee) führten letztlich zur Organisation der späteren Wabanaki-Konföderation durch die unterlegenen Stämme (Penobscot, Kennebec, Penacook); später schlossen sich auch die Mi’kmaq, Maliseet und Passamaquoddy dieser Konföderation, ihren einstigen Feinden, an.
Die Karten zeigen die ungefähre Lage der Mitglieder der Wabanaki-Konföderation (von Norden nach Süden):

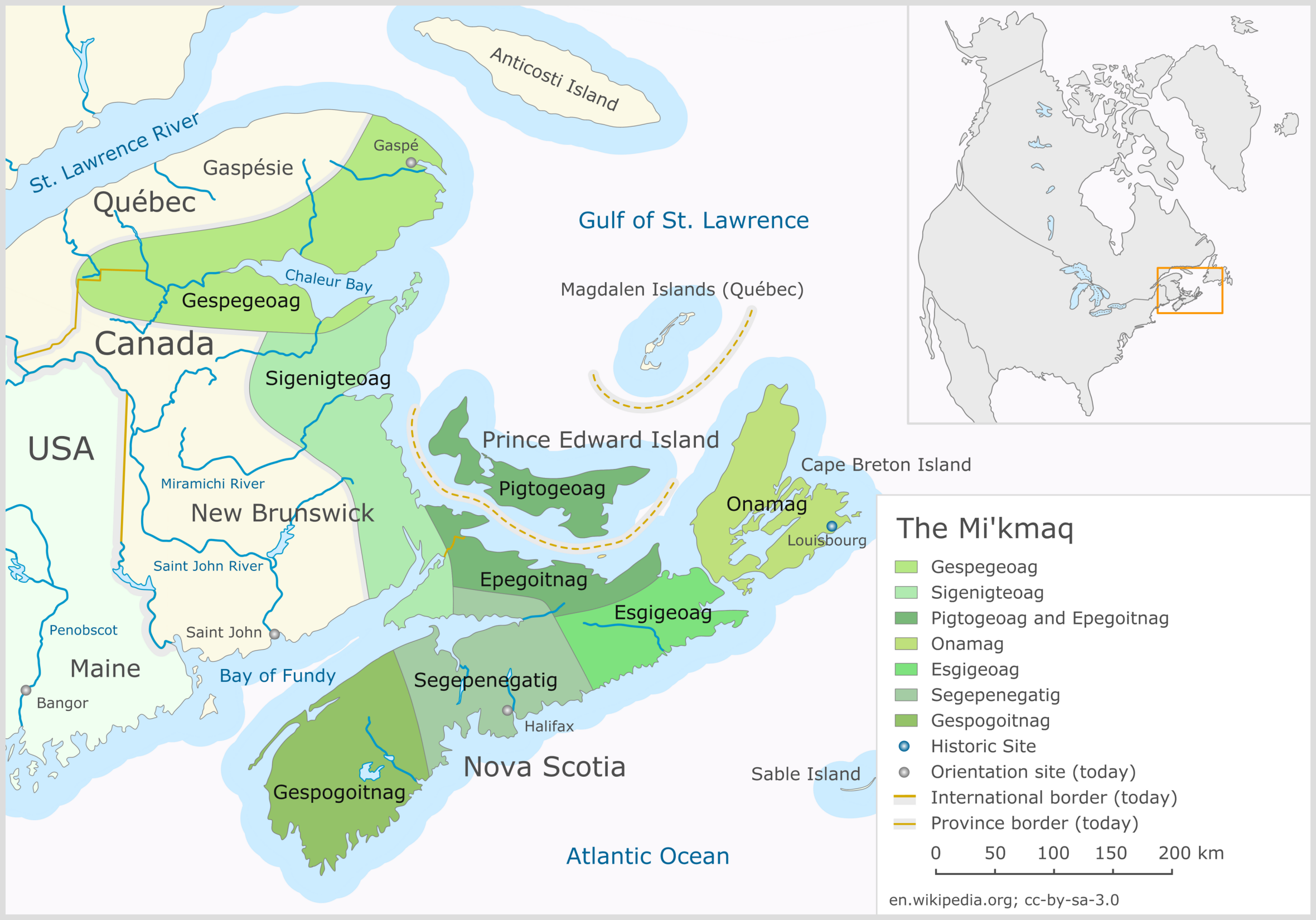
Mi’kmaq
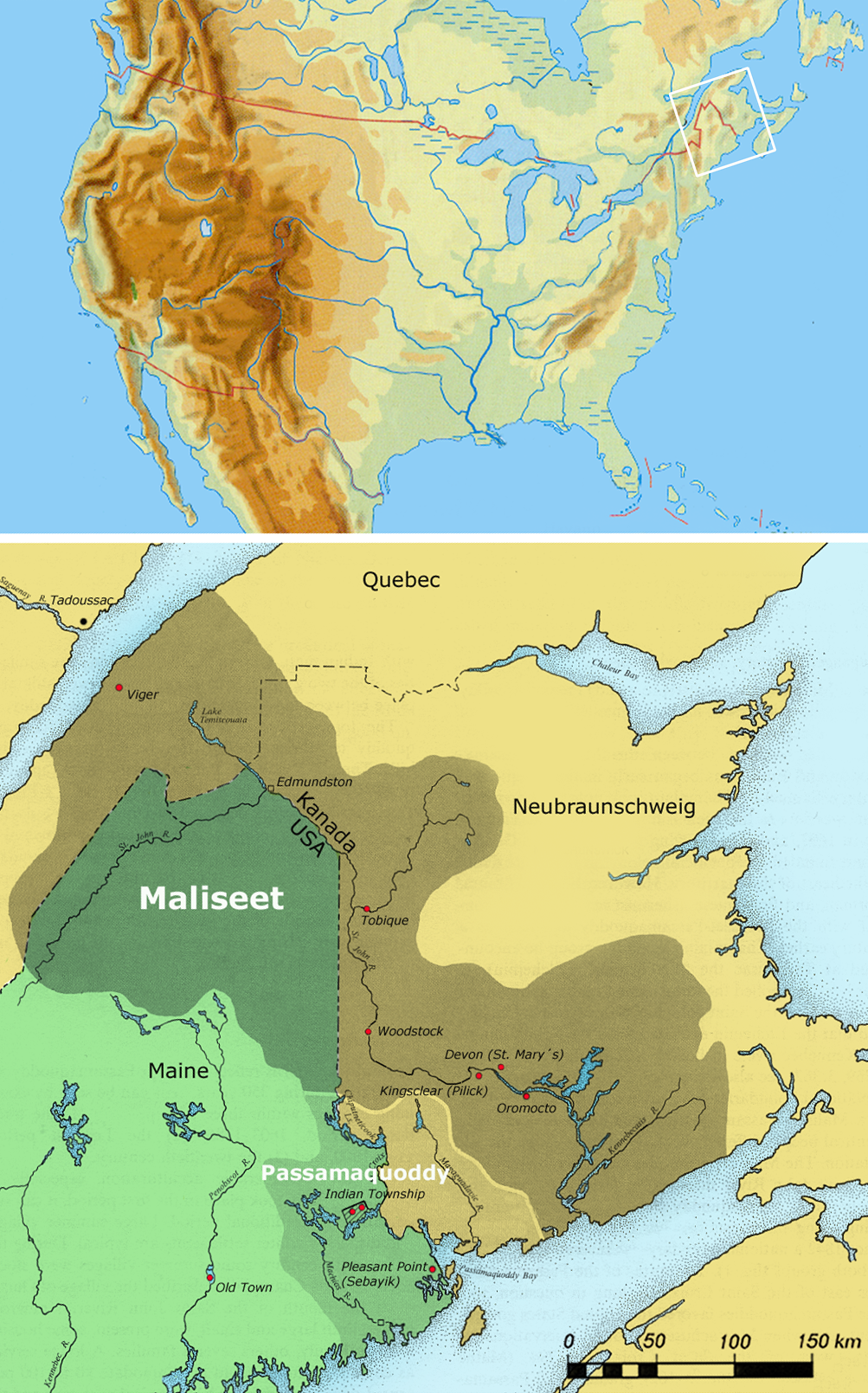
Maliseet und Passamaquoddy
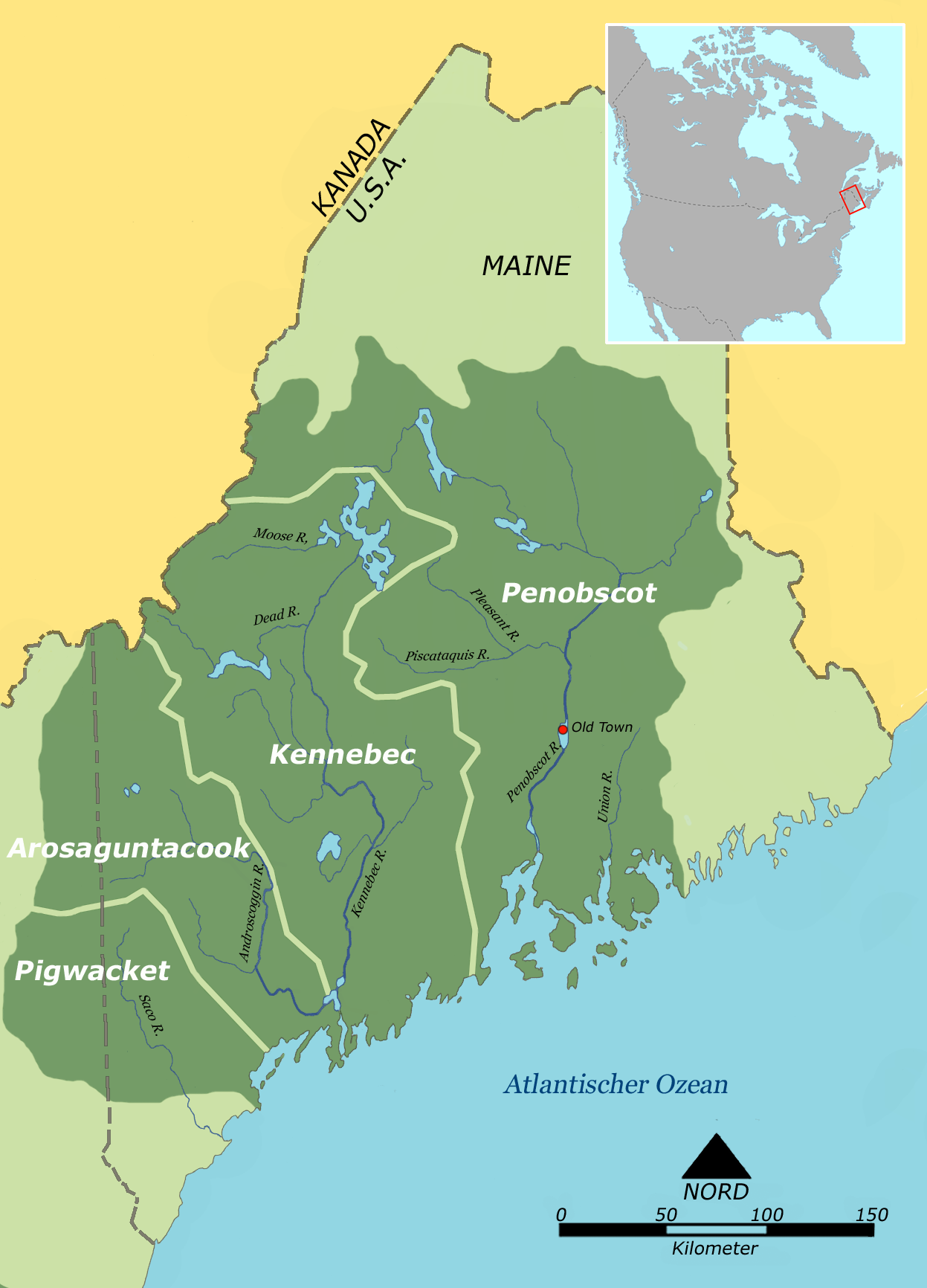
Östliche Abenaki (bedeutendste Stämme: Penobscot, Kennebec, Arosaguntacook, Pigwacket)
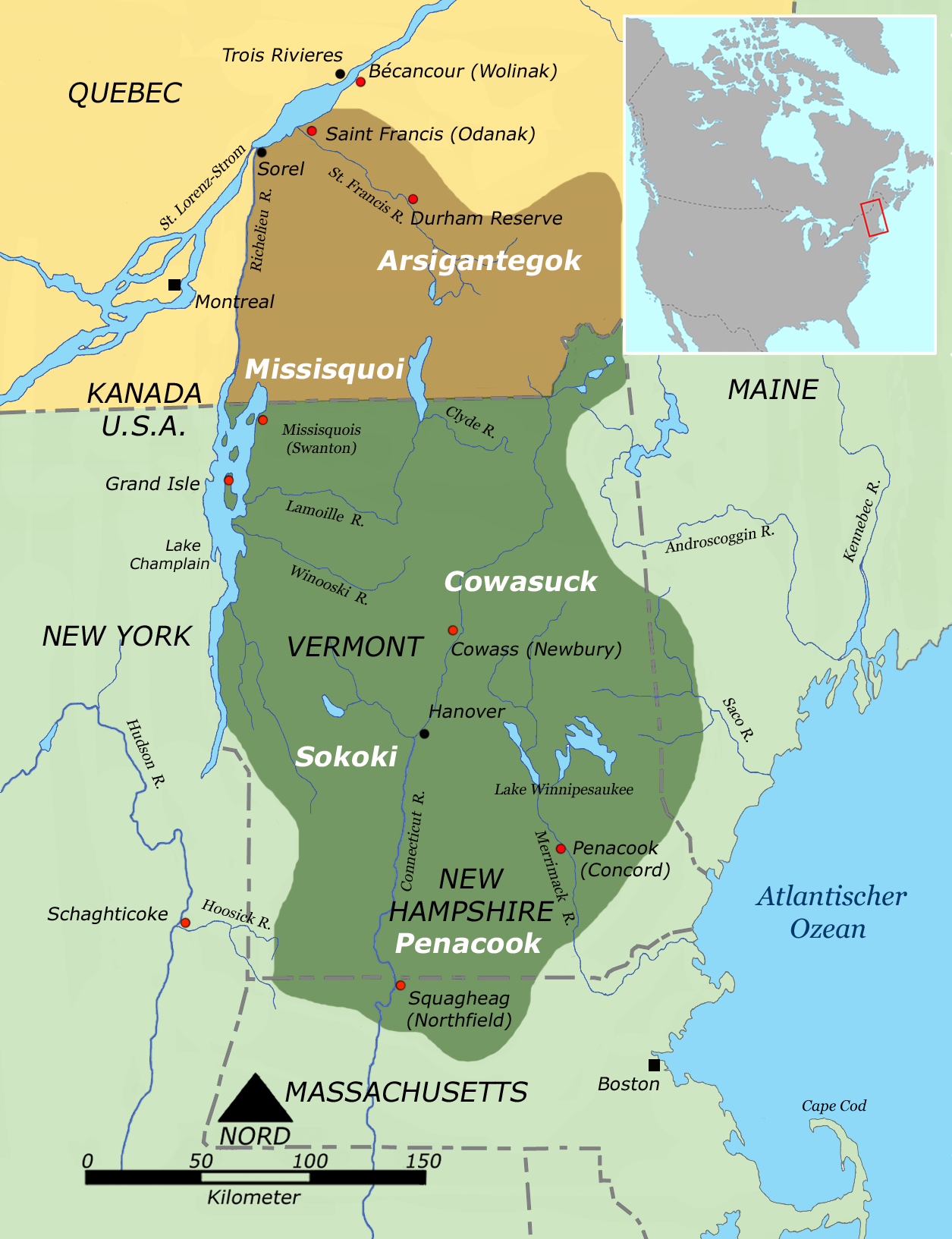
Westliche Abenaki (bedeutendste Stämme: Arsigantegok, Missisquoi, Cowasuck, Sokoki, Pennacook)